# Gravidanza gemellare
La gravidanza gemellare è caratterizzata da un numero di feti superiore ad uno.
Si parla di gravidanza gemellare o bigemina quando i feti sono due;
di gravidanza trigemina con tre feti; di gravidanza quadrigemina o pentagemina quando i feti sono quattro o cinque.
Esistono dei fattori che danno una predisposizione allo sviluppo di una gravidanza gemellare:
- età materna elevata,
- ereditarietà (presenza già in famiglia di parti gemellari),
- nazionalità (rare nei paesi asiatici più frequenti in alcuni paesi africani),
- uso di farmaci che stimolano l'ovulazione nella cura dell'infertilità,
- le metodiche di procreazione medicalmente assistita (PMA)

La gravidanza può essere  "dizigotica" e quindi ci sono due uova fecondate da due spermatozoi diversi (a volte può essere un coito differente e quindi si formano due gemelli da padri diversi) o "monozigotica" e quindi una cellula uovo fecondata da uno spermatozoo che poi va incontro a divisione successiva.
Se la divisione dello zigote (cellula uovo fecondata) si ha entro 60 ore dalla fecondazione si avranno due placente e due sacchi amniotici. Si definisce quindi una gravidanza bicoriale biamniotica.
Se la divisione dell'embrione avviene tra il 4º e 8º giorno dalla fecondazione si avrà una sola placenta: gravidanza monocoriale biamniotica.
Se la divisione avviene dopo l'8º giorno ma prima del 13° si avrà una sola placenta ed un solo sacco amniotico: gravidanza monocoriale monoamniotica.
Se la divisione si ha dopo il 13º giorno dalla fecondazione si formano i gemelli congiunti o siamesi.
La diagnosi di gravidanza multipla può essere fatta con certezza a circa 7 settimane di gravidanza con l'esame ecografico.
In caso di gravidanza gemellare alcune condizioni aumentano di incidenza:
- ipertensione
- emorragia post partum
- necessità di taglio cesareo